# Liste der Kulturdenkmäler in Greimerath (bei Trier)
In der Liste der Kulturdenkmäler in Greimerath sind alle Kulturdenkmäler der rheinland-pfälzischen Ortsgemeinde Greimerath aufgeführt. Grundlage ist die Denkmalliste des Landes Rheinland-Pfalz (Stand: 8. Februar 2023).

## Einzeldenkmäler
| Bezeichnung                          | Lage                                                                   | Baujahr                | Beschreibung | Bild                           |
| ------------------------------------ | ---------------------------------------------------------------------- | ---------------------- | --- | ------------------------------ |
| Katholische Pfarrkirche St. Nikolaus | Hauptstraße Lage                                                       | 1912–14                | neubarocker Saalbau, 1912–14, Architekt Johann Ehrmann, Bensheim                                                      | weitere Bilder Fotos hochladen |
| Quereinhaus                          | Hauptstraße 77 Lage                                                    | 1835                   | Quereinhaus, bezeichnet 1835                                                                                          | weitere Bilder Fotos hochladen |
| Hausschild                           | Hauptstraße, an Nr. 99 Lage                                            | 1772                   | Hausschild, bezeichnet 1772                                                                                           | Fotos hochladen                |
| Wegekreuz                            | Hauptstraße, bei Nr. 54 Lage                                           | 1748                   | Schaftkreuz, bezeichnet 1748                                                                                          | Fotos hochladen                |
| Ferdinandshaus                       | südöstlich des Ortes Lage                                              | um 1837                | eingeschossiger Putzbau, um 1837                                                                                      | Fotos hochladen                |
| Reliefblock                          | südöstlich des Ortes beim Ferdinandshaus an der Gemarkungsgrenze Lage  | frühes 19. Jahrhundert | Reliefblock, Rotsandstein, frühes 19. Jahrhundert                                                                     | Fotos hochladen                |
| Wegekreuz                            | südwestlich des Ortes am Weg nach Britten an der Gemarkungsgrenze Lage | 1772                   | Schaftkreuz mit Muschelnische, bezeichnet 1772 und 1844, sowie 1983 (Gravur auf Rückseite) (renoviert)                | Fotos hochladen                |
| Wegekreuz                            | nordöstlich des Ortes am Weg nach Zerf (Hauptstraße 111) Lage          | 1748                   | Schaftkreuz, bezeichnet 1748                                                                                          | Fotos hochladen                |
| Altarkreuz                           | nördlich des Ortes oberhalb der Kirche, hinter Kirchstraße 9 Lage      | 1803                   | auf der nach 1918 in den Hang gebauten Lourdeskapelle: Schaftkreuz auf Altarsockel mit Muschelnische, bezeichnet 1803 | Fotos hochladen                |